# Neoeutrypanus maculatus
Neoeutrypanus maculatus (лат.) — вид усачей трибы Acanthocinini из подсемейства ламиин.

## Описание
Коренастые жуки с булавовидными бёдрам. От близких видов отличается следующими признаками: переднеспинка с тремя хорошо выраженными продольными белыми перевязями, боковые перевязи не покрывают боковые бугорки; апикальная пятая часть надкрылий преимущественно в коричневом опушении, беловато-серое опушение ограничено мелкими пятнами и дистальным отделом; второй членик лапок в беловато-сером опушении; боковой киль не доходит до базальной половины надкрылий; пронотум без выступов по бокам от середины в передней половине; усики со щетинками; переднегрудь со срединным латеральным бугорком; первый членик задних лапок немного длиннее, чем два следующих вместе.

## Распространение
Встречаются в Южной Америке: Бразилия.